# Duke of Rothesay (Schiff, 1956)
Die Duke of Rothesay war eine 1956 in Dienst gestellte Fähre der British Railways. Das in seiner Laufbahn auf verschiedenen Routen eingesetzte Schiff blieb bis 1975 in Fahrt und wurde anschließend in Faslane-on-Clyde abgewrackt.

## Geschichte
Die Duke of Rothesay wurde im April 1954 bei William Denny and Brothers in Dumbarton bestellt und am 10. Februar 1956 unter der Baunummer 1487 vom Stapel gelassen. Nach der Übernahme durch British Railways am 10. Dezember 1956 nahm das Schiff den Liniendienst von Heysham nach Belfast auf.
1967 wurde die Duke of Rothesay bei Cammell, Laird & Company für den Fährdienst umgebaut und konnte fortan bis zu 100 Fahrzeuge befördern. Anschließend nahm das Schiff den Dienst auf der Strecke von Fishguard nach Rosslare Harbour auf.
Seit 1971 war die Duke of Rothesay nur noch als Reserveschiff im Einsatz und bediente dabei gelegentlich die Strecke von Holyhead nach Dún Laoghaire sowie wieder von Heysham nach Belfast. Im Juni 1974 war das Schiff zudem kurzzeitig zwischen Dover und Calais im Einsatz. Im März 1975 wurde es schließlich nach gut achtzehn Dienstjahren ausgemustert.
Nach sieben Monaten Aufliegezeit in Barrow-in-Furness wurde die Duke of Rothesay an Shipbreaking Industries in Faslane-on-Clyde verkauft, wo sie am 18. Oktober 1975 zum Abbruch eintraf.
Die Schwesterschiffe der Duke of Rothesay sind bzw. waren die Duke of Lancaster, die seit 1979 an der Küste von Llanerch-y-Mor liegt, und die 1995 durch ein Feuer zerstörte Duke of Argyll.